# Насташино
Наста́шино (укр. Насташине) — село в Бурштынской городской общине Ивано-Франковского района Ивано-Франковской области Украины.
Население по переписи 2001 года составляло 916 человек, по данным 2023 года 698 человек. Занимает площадь 15,706 км². Почтовый индекс — 77110. Телефонный код — 03431.